# Казённый Майдан
Казённый Майдан — село, центр сельской администрации в Ковылкинском районе. Население 417 чел. (2001), преимущественно русские.
Расположен на речке Сеитьма, в 25 км от районного центра и железнодорожной станции Ковылкино. Основан в 17 в. Название-термин: в 17—18 вв. в Среднем Поволжье майданом называли место в лесу, где занимались будным производством (см. Будный стан). В «Списке населённых мест Пензенской губернии» (1869) Казённый Майдан (Спасское) — село казённое из 317 дворов (2 346 чел.) Инсарского уезда. По сведениям 1913 г., в селе насчитывалось 758 хозяйств (4 887 чел.); имелись 4 ветряные мельницы, 3 маслобойки, просодранка, шерсточесалка. В 1931 г. в селе было 547 хозяйств (2 559 чел.). В конце 1990-х гг. на базе колхоза создан СХПК «Казённо-Майданский». В современной инфраструктуре села — средняя школа, библиотека, Дом культуры, отделение связи, Дом быта, участковая больница, детсад, 3 магазина, столовая, пекарня, медпункт.

## Источник
- Энциклопедия Мордовия, В. П. Ковшов, А. М. Шаронов.